# 网同纪念
网同纪念是中国的一家提供网上灵堂服务的网站，创建于2000年3月，是世界上首家“规模化经营在线纪念”的公司，提供建立在线纪念馆等悼念服务，2006年时其网上建馆量和访问量都居全球之冠。